# Добжиця (гміна)
Гміна Добжиця (пол. Gmina Dobrzyca) — місько-сільська гміна у північно-західній Польщі. Належить до Плешевського повіту Великопольського воєводства.
Станом на 31 грудня 2011 у гміні проживало 8330 осіб.

## Територія
Згідно з даними за 2007 рік площа гміни становила 116.51 км², у тому числі:
- орні землі: 86.00%
- ліси: 7.00%

Таким чином, площа гміни становить 16.37% площі повіту.

## Населення
Станом на 31 грудня 2011:
| Опис     | Загалом | Загалом | Чоловіки | Чоловіки | Жінки | Жінки |
| -------- | ------- | ------- | -------- | -------- | ----- | ----- |
| одиниця  | осіб    | %       | осіб     | %        | осіб  | %     |
| все      | 8330    | 100     | 4130     | 49.58    | 4200  | 50.42 |
| міське   | 0       | 100     | 0        |          | 0     |       |
| сільське | 8330    | 100     | 4130     | 49.58    | 4200  | 50.42 |

## Сусідні гміни
Гміна Добжиця межує з такими гмінами: Козьмін-Велькопольський, Котлін, Кротошин, Плешев, Рашкув, Роздражев, Яроцин.